# Zheng Zhenyao
Zheng Zhenyao (郑振瑶S, Zhèng ZhènyáoP; Contea di Lingbi, 7 novembre 1936 – 22 maggio 2023) è stata un'attrice cinese.
In occasione del centenario della nascita dell'industria cinematografica in Cina nel 2005, la China Film Performance Art Academy l'ha inserita nella lista dei "100 migliori attori in 100 anni di cinema cinese".